# Arany (film, 2016)
Az Arany (eredeti cím: Gold) 2016-ban bemutatott amerikai bűnügyi filmdráma, melyet Stephen Gaghan rendezett. A főbb szerepekben Matthew McConaughey, Édgar Ramírez, Bryce Dallas Howard, Corey Stoll, Toby Kebbell, Craig T. Nelson és Bruce Greenwood látható.
Az Amerikai Egyesült Államokban 2016. december 30-án, Magyarországon 2017. február 16-án mutatták be a mozikban.

## Cselekmény
1981-ben Kenny Wells még jóképű és okos üzletkötő. Hét évvel később kopaszodó, láncdohányos részeges, aki egy renói bárból próbál modern-kori aranyásóként boldogulni.
Ásványkincseket feltáró és kiaknázó üzletemberek dinasztiájából származik, viszont született álmodozó, és a pénzügyeivel sem állnak jól a dolgok, mert amikor apja halála után megörökölte a bányavállalatot, a dolgok anyagilag gyorsan lejtőre kerültek, és rá kellett jönnie, hogy valójában nincs türelme vagy képessége az ilyen jellegű üzlethez. Wells azonban hajlamos a látszólagos határokat tesztelni. Barátnője, Kay két munkahelyen dolgozik, hogy mindkettőjüket eltartsa.
Wells-nek tudomására jut, hogy Indonéziában állítólag nagy aranyleletet találtak. A megtaláló természetesen nem fedi fel a pontos helyet.
Egy átmulatott éjszaka után azonban Wells egy hatalmas aranylelőhelyről álmodik, ami Indonéziában van, magas ikerhegyek lábánál, valahol Borneón. Ezután Kenny az utolsó pénzével Indonéziába utazik, hogy a helyszínen keresse meg a bányát. Felbéreli Michael Acostát, egy tapasztalt geológust, hogy segítsen neki eligazodni a dzsungelben, amely nincs rajta a térképen, és megtalálni az álmában megjelent ikerhegyek helyét, amelyek egy folyó mellett találhatók. Sebtiben, egy szalvétára egymás közötti szerződést firkantanak fel.
Együtt utaznak Borneóra, mélyen Indonézia feltáratlan és egyben fejletlen esőerdejébe. A dzsungelt bennszülöttek lakják. Acosta magabiztosan közelít a vállalkozáshoz, ami némi nyugalmat visz a keresésbe, amelyet Wells szinte őrültként él át. Munkásokat vesznek fel, és ásni kezdenek. Fúrások segítségével próbálnak aranylelőhelyet találni. Az első kőzetminták azonban negatívak, ráadásul Kenny megbetegszik maláriában. Amikor végre felébred delíriumából, Mike szenzációs leletet jelent be: az elmúlt száz év legnagyobb aranylelőhelyét találták meg. Az ottani diktátor, Suharto és korrupt kormányklánja azonban szintén szeretne egy szeletet a tortából, és a hadsereggel együtt beleavatkoznak a projektbe. Hogy ne veszítse el újra az egész aranyat, Wellsnek szövetségre kell lépnie a diktátor családjával.
Wells számára azonban, aki nem érezte ezt igazán kihívásnak, ez a kaland nem volt kielégítő.
Visszatér Amerikába, ahol most mindenki teljesen másképp bánik vele, mint korábban. Egyedül barátnője, Kay, aki új vagyona miatt élvezheti a dizájnerruhákat, viselkedik vele szemben úgy, mint mindig. Wellsnek azonban nem könnyű megtartania a pénzt. Megtalálása felforgatja a tőzsdei világot, és a Wall Street-i nagy cégek igazgatótanácsaiban és hátsó szobáiban a nyereségvágytól vezérelt emberekkel kell küzdenie. Wells hamarosan rájön, hogy aranyat találni könnyebb, mint megtartani.
Röviddel azután, hogy Wells az „Év aranyásója” címet kapja, független elemzések jelennek meg, amelyek azt bizonyítják, hogy a feltételezett lelőhelyen nincs kellő mennyiségű arany. A kőzetminták aranyszemcséiről készült képek csalásra utalnak. A szemcsék erősen lekerekítettek, ami jellemző a folyókból származó, a kőzetmintákhoz utólagosan hozzáadott placer aranyra. E megállapítások után a Wells részvényeivel való kereskedést azonnal leállítják a tőzsdén; a megzavart befektetők felvilágosítást követelnek, az FBI nyomozást indít a Wells ellen.
Ugyanakkor Acosta holttestét megtalálják az indonéziai dzsungelben. Miután mindent elveszít, Wells visszatér Kayhez.
Kay megőrizte a postáját, amely Wells távollétében érkezett, és az egyik borítékban Wells felfedez egy 82 millió dolláros csekket, amelyet Acosta korábban küldött egy adóparadicsomban lévő bankból, és ezzel Acosta teljesítette a közöttük régen, szalvétára írt szerződést.

## Szereplők
| Szereplő                    | Színész             | Magyar hang       |
| --------------------------- | ------------------- | ----------------- |
| Kenny Wells                 | Matthew McConaughey | Nagy Ervin        |
| Michael Acosta              | Édgar Ramírez       | Schmied Zoltán    |
| Kay                         | Bryce Dallas Howard | Ruttkay Laura     |
| Lloyd Stanton               | Joshua Harto        | Bodrogi Attila    |
| Brian Woolf                 | Corey Stoll         | Dolmány Attila    |
| Jennings                    | Toby Kebbell        | Karácsonyi Zoltán |
| Mark Hancock                | Bruce Greenwood     | Bognár Zsolt      |
| Clive Coleman               | Stacy Keach         | Borbiczki Ferenc  |
| Hollis Dresher              | Bill Camp           | Pálfai Péter      |
| Rachel Hill                 | Rachael Taylor      | Ullmann Mónika    |
| Connie Wright               | Macon Blair         | Mészáros Máté     |
| Big Kenny, Kenny Wells apja | Craig T. Nelson     | Szélyes Imre      |
| Henry Andrews               | Stafford Douglas    | Joó Gábor         |
| Scottie Nevins              | Frank Wood          | Karsai István     |
| Walt Kealer                 | William Sterchi     | Simon Aladár      |
| Lewis Horne                 | John Pirkis         | Beratin Gábor     |
| Levine                      | Dylan Kenin         | Vári Attila       |

## Fordítás
- Ez a szócikk részben vagy egészben  a   Gold – Gier hat eine neue Farbe című német Wikipédia-szócikk fordításán alapul.  Az eredeti cikk szerkesztőit annak laptörténete sorolja fel. Ez a jelzés csupán a megfogalmazás eredetét és a szerzői jogokat jelzi, nem szolgál a cikkben szereplő információk forrásmegjelöléseként.